# 三幸秀稔
三幸 秀稔（みゆき ひでとし、1993年5月23日 - ）は、千葉県市川市出身の元プロサッカー選手。現役時代のポジションはミッドフィールダー。

## 来歴

### プロ入り前
日本サッカー協会が全国から能力の高い選手を選抜して、中高と恵まれた環境で育てる、エリート教育機関JFAアカデミー福島の1期生として入団。同期に幸野志有人、呉大陸、女子では田中陽子、和田奈央子などがいる。

### ヴァンフォーレ甲府
アカデミー卒業後の2012年3月13日、Jリーグ・ヴァンフォーレ甲府に加入が決定。2012年は新人ながら5試合に出場。デビュー戦のJ2第20節・カターレ富山戦ではDF津田琢磨のゴールをアシストした。しかし同年9月13日、練習中に右膝前十字靭帯損傷で全治6ヶ月の大けがを負う。その後リハビリを重ね、J1昇格を果たしたチームには翌2013年シーズン中盤に戦線復帰。リーグ戦1試合に出場し、天皇杯3回戦の湘南ベルマーレ戦では決勝ゴールをあげた。2013年12月4日、同年限りでの契約満了がチームより発表された。

### SC相模原
2014年よりJ3に加盟したSC相模原へ完全移籍。28試合に出場したものの、ステップアップを模索し同年12月のJリーグ合同トライアウトに参加。某チームへの練習参加の話があった矢先に左膝前十字靱帯損傷の大けがを負った こともあり、結局移籍先が決まらないまま翌年1月にSC相模原との契約満了による退団が発表された。

### レノファ山口
膝の手術とリハビリ、JFAアカデミーや神奈川大学、古巣・相模原でのトレーニングを重ねた1年間の浪人生活の後、翌年もJリーグ合同トライアウトに参加。2016年2月にJFAアカデミー福島の2期下である小池龍太の所属するレノファ山口FCへの加入が発表された。山口では初年度からレギュラーポジションを奪取、2018年シーズンから2年間はチームキャプテンを務めた。

### 湘南ベルマーレ
2019年シーズン終了後、湘南ベルマーレへの完全移籍を発表した。

### 大宮アルディージャ
2021年シーズン終了後、大宮アルディージャへの完全移籍を発表した。

### 忠北清州FC
2023年12月29日、Kリーグ2の忠北清州FCへの完全移籍が発表された。
2024年7月11日、自身のSNSを通じて、同年6月30日限りで現役を引退したことを公表した。

## 所属クラブ
- 2001年 - 2005年 市川中央リトルキッズ（市川市立大和田小学校）
- 2006年 - 2011年 JFAアカデミー福島
  - 2006年 - 2008年 広野町立広野中学校
  - 2009年 - 2011年 福島県立富岡高等学校
- 2012年 - 2013年  ヴァンフォーレ甲府
- 2014年  SC相模原
- 2016年 - 2019年  レノファ山口FC
- 2020年 - 2021年  湘南ベルマーレ
- 2022年 - 2023年  大宮アルディージャ
- 2024年  忠北清州FC

## 個人成績
| 国内大会個人成績 | 国内大会個人成績 | 国内大会個人成績 | 国内大会個人成績 | 国内大会個人成績 | 国内大会個人成績 | 国内大会個人成績 | 国内大会個人成績 | 国内大会個人成績 | 国内大会個人成績 | 国内大会個人成績 | 国内大会個人成績 |
| 年度             | クラブ           | 背番号           | リーグ           | リーグ戦         | リーグ戦         | リーグ杯         | リーグ杯         | オープン杯       | オープン杯       | 期間通算         | 期間通算         |
| 年度             | クラブ           | 背番号           | リーグ           | 出場             | 得点             | 出場             | 得点             | 出場             | 得点             | 出場             | 得点             |
| 日本             | 日本             | 日本             | 日本             | リーグ戦         | リーグ戦         | リーグ杯         | リーグ杯         | 天皇杯           | 天皇杯           | 期間通算         | 期間通算         |
| ---------------- | ---------------- | ---------------- | ---------------- | ---------------- | ---------------- | ---------------- | ---------------- | ---------------- | ---------------- | ---------------- | ---------------- |
| 2012             | 甲府             | 29               | J2               | 5                | 0                | -                | -                | 1                | 0                | 6                | 0                |
| 2013             | 甲府             | 31               | J1               | 1                | 0                | 0                | 0                | 4                | 1                | 5                | 1                |
| 2014             | 相模原           | 22               | J3               | 28               | 1                | -                | -                | -                | -                | 28               | 1                |
| 2016             | 山口             | 29               | J2               | 36               | 3                | -                | -                | 3                | 1                | 39               | 4                |
| 2017             | 山口             | 29               | J2               | 21               | 1                | -                | -                | 1                | 0                | 22               | 1                |
| 2018             | 山口             | 29               | J2               | 41               | 2                | -                | -                | 2                | 0                | 43               | 2                |
| 2019             | 山口             | 29               | J2               | 42               | 1                | -                | -                | 1                | 0                | 43               | 1                |
| 2020             | 湘南             | 29               | J1               | 4                | 0                | 1                | 0                | -                | -                | 5                | 0                |
| 2021             | 湘南             | 29               | J1               | 14               | 0                | 4                | 0                | 3                | 0                | 21               | 0                |
| 2022             | 大宮             | 29               | J2               | 9                | 0                | -                | -                | 1                | 0                | 10               | 0                |
| 2023             | 大宮             | 14               | J2               | 7                | 0                | -                | -                | 2                | 0                | 9                | 0                |
| 通算             | 日本             | 日本             | J1               | 19               | 0                | 5                | 0                | 7                | 1                | 31               | 1                |
| 通算             | 日本             | 日本             | J2               | 161              | 7                | -                | -                | 11               | 1                | 172              | 9                |
| 通算             | 日本             | 日本             | J3               | 28               | 1                | -                | -                | -                | -                | 28               | 0                |
| 総通算           | 総通算           | 総通算           | 総通算           | 208              | 8                | 5                | 0                | 18               | 2                | 231              | 10               |

- Jリーグ初出場：2012年6月17日 - J2第20節 vsカターレ富山戦（山梨中銀スタジアム）
- Jリーグ初得点：2014年3月16日 - J3第2節 vsY.S.C.C.横浜戦（相模原ギオンスタジアム）

## 選抜歴
- 2009年 JFAトレセン高校選抜　第15回NIKKEI杯沖縄高校招待サッカー出場